# Lammerit
Lammerit ist ein sehr selten vorkommendes Mineral aus der Mineralklasse der „Phosphate, Arsenate und Vanadate“. Es kristallisiert im monoklinen Kristallsystem mit der chemischen Zusammensetzung Cu3(AsO4)2 und ist damit chemisch gesehen Kupfer(II)-arsenat.
Lammerit ist durchsichtig und entwickelt nur kleine, tafelige bis prismatische Kristalle bis etwa zwei Millimeter Größe von dunkelgrüner Farbe bei hellgrüner Strichfarbe. Meist findet er sich in Form radialstrahliger oder sphärolithischer Mineral-Aggregate vor. Unverletzte Kristalloberflächen zeigen einen diamantähnlichen Glanz. Auf Spaltflächen ist dieser etwas geringer und ähnelt eher dem von Glas.
Mit einer Mohshärte von 3,5 bis 4 entspricht er in etwa dem Referenzmineral Fluorit und lässt sich daher ähnlich leicht mit einem Taschenmesser ritzen.

## Etymologie und Geschichte
Erstmals entdeckt wurde Lammerit in der Kupfergrube Laurani im bolivianischen Departamento La Paz und beschrieben 1981 durch Paul Keller, Werner H. Paar und Pete J. Dunn, die das Mineral nach dem österreichischen Mineralsammler Franz Lammer benannten.
Typmaterial des Minerals wird im Institut für Mineralogie und Kristallchemie der Universität Stuttgart in Deutschland, im Natural History Museum in London (Katalog-Nr. 1980,357), an der Harvard University in Cambridge, Massachusetts (Katalog-Nr. 117006) und am National Museum of Natural History in Washington, D.C. (Katalog-Nr. 146966, 148264) aufbewahrt.

## Klassifikation
Bereits in der veralteten, aber teilweise noch gebräuchlichen 8. Auflage der Mineralsystematik nach Strunz gehörte der Lammerit zur Mineralklasse der „Phosphate, Arsenate und Vanadate“ und dort zur Abteilung der „Wasserfreien Phosphate [PO4]3−, ohne fremde Anionen“, wo er zusammen mit Stranskiit und Xanthiosit die unbenannte Gruppe VII/A.09 bildete.
Die seit 2001 gültige und von der International Mineralogical Association (IMA) verwendete 9. Auflage der Strunz’schen Mineralsystematik ordnet den Lammerit ebenfalls in die Abteilung der „Phosphate usw. ohne zusätzliche Anionen; ohne H2O“ ein. Diese ist allerdings weiter unterteilt nach der relativen Größe der beteiligten Kationen, so dass das Mineral entsprechend seiner Zusammensetzung in der Unterabteilung „Mit mittelgroßen Kationen“ zu finden ist, wo es als einziges Mitglied die unbenannte Gruppe 8.AB.30 bildet.
Auch die vorwiegend im englischen Sprachraum gebräuchliche Systematik der Minerale nach Dana ordnet den Lammerit in die Klasse der „Phosphate, Arsenate und Vanadate“ und dort in die Abteilung der „Wasserfreie Phosphate etc.“ ein. Hier ist er als einziges Mitglied/zusammen mit in der unbenannten Gruppe 38.03.09 innerhalb der Unterabteilung „Wasserfreie Phosphate etc., (A+B2+)3(XO4)2“ zu finden.

## Bildung und Fundorte

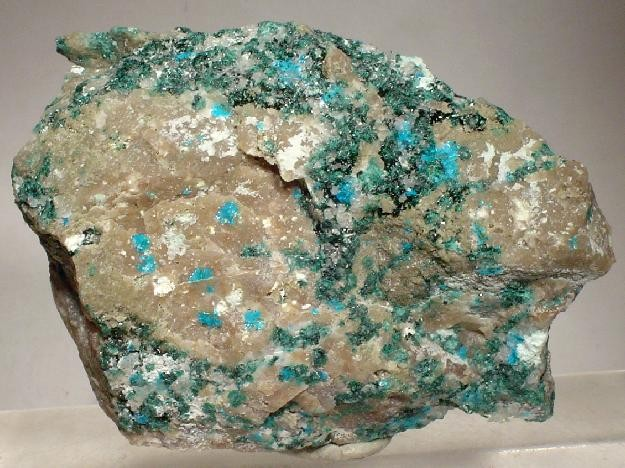
Lammerit (grün) und Lavendulan (blau) aus der El Guanaco Mine, Región de Antofagasta, Chile (Größe: 5,0 cm × 3,6 cm × 2,6 cm)

Lammerit bildet sich meist in der Oxidationszone von hydrothermalen, polymetallischen Lagerstätten, kann aber auch als Sublimationsprodukt aus vulkanischen Gasen entstehen. Je nach Fundort können als Begleitminerale unter anderem Alarsit, Anglesit, Anhydrit, Atlasovit, Chalkanthit, Chalkocyanit, Dolerophanit, Euchlorin, Fedotovit, Hämatit, Klyuchevskit, Langbeinit, Leightonit, Leningradit, Melanothallit, Nabokoit, Olivenit, Tolbachit und Tenorit auftreten.
Bisher (Stand 2014) sind nur etwa 10 Fundorte bekannt, an denen Lammeritproben gefunden wurden. So ist das Mineral in Bolivien außer an seiner Typlokalität, der Kupfergrube Laurani im Departamento La Paz nur noch in der Grube Pulacayo im Kanton Huanchaca (Potosí) gefunden worden.
Der bisher einzige Fundort in Deutschland ist die Zinkhütte Münsterbusch bei Stolberg im Aachener Revier (Nordrhein-Westfalen) und der bisher einzige Fundort in Österreich ist der Abrahamstollen am Silberberg nahe Rattenberg in Tirol.
Weitere bisher bekannte für Lammerit sind die Gruben Abundancia und El Guanaco nahe Santa Catalina in der Región de Antofagasta und die Grube Veta Negra in der Pampa Larga (Tierra Amarilla) in der Región de Atacama in Chile, die bekannte Tsumeb Mine und die nahegelegenen Schlackenhalden in der Oshikoto-Region von Namibia sowie die Yadovitaya-Fumarole am zweiten Schlackenkegel in der sogenannten „Großen Spalteneruption“ (Great Fissure) des Vulkans Tolbatschik auf der russischen Halbinsel Kamtschatka.

## Kristallstruktur
Lammerit kristallisiert monoklin in der Raumgruppe P21/a (Raumgruppen-Nr. 14, Stellung 3) mit den Gitterparametern a = 5,08 Å; b = 11,61 Å; c = 5,39 Å und β = 111,7° sowie zwei Formeleinheiten pro Elementarzelle.